# Franc Hočevar
Franc Jože Hočevar, slovenski matematik, fizik in pisec matematičnih knjig, * 10. oktober 1853, Metlika, † 19. junij 1919, Gradec.

## Življenje in delo
Hočevar je po gimnaziji v Ljubljani na Dunaju študiral matematiko in fiziko in tu leta 1875 doktoriral pod Boltzmannovim mentorstvom s področja določenih integralov. Bil je asistent na dunajski tehniški visoki šoli, profesor gimnazije v Innsbrucku od leta 1879 do 1891, nato profesor na Tehniški visoki šoli v Brnu in Gradcu.
V mednarodnih matematičnih revijah in poročilih dunajske Akademije znanosti je objavil več znanstvenih razprav s področja matematične analize in algebre. Pisal je matematične srednješolske učbenike v nemščini, vendar s svojim slovensko pisanim imenom, kateri so se vrsto let uporabljali v avstro-ogrski monarhiji v vseh razredih gimnazij, realnih gimnazij in realk. V priredbah so izhajali celo po 1. svetovni vojni. Številni so prevodi v srbohrvaški jezik (na Hrvaškem so bili v rabi do 2. svetovne vojne) in dva v italijanski jezik. Prirejeni angleški prevod geometrije je izšel tudi v Londonu leta 1903. Dokumentiranih je približno 200 izdaj njegovih knjig.